# William Withers (golfista)
William Temple Withers, Jr. (ur. 12 lipca 1864 w Lexington, zm. 18 lutego 1933 w Orlando) – amerykański golfista, olimpijczyk z Saint Louis.
Withers startował jedynie na Igrzyskach Olimpijskich w Saint Louis w 1904 roku. Podczas tych igrzysk reprezentował swój kraj w zawodach indywidualnych mężczyzn. W pierwszej części eliminacji uzyskał 108 punktów, a w drugiej zdobył 101 punktów, a łącznie zgromadził ich 209. Wynik ten dał mu 62. miejsce eliminacji (do Ralpha McKittricka (zwycięzcy eliminacji) stracił 46 punktów), lecz do następnej fazy eliminacji awansowało 32 golfistów, a tym samym Withers odpadł z rywalizacji, kończąc udział w igrzyskach na eliminacjach.